# Добош, Хенрик
Хенрик Добош (пол. Henryk Dobosz; 20 марта 1953, Люблин) — польский шахматист, международный мастер (1978).
Неоднократный чемпион и призёр командных чемпионатов Польши по шахматам и быстрым шахматам. В личных соревнованиях дважды (1985, 1988) был серебряным призёром чемпионата Польши в быстрых шахматах.

## Изменения рейтинга
| Графики недоступны из-за технических проблем. См. информацию на Фабрикаторе и на mediawiki.org. |